# Рока (Ријети)
Рока је насеље у Италији у округу Ријети, региону Лацио.
Према процени из 2011. у насељу је живело 81 становника. Насеље се налази на надморској висини од 291 м.